# Lacul Roșu (Republica Moldova)
Lacul Roșu, de asemenea numit și Lacul Crasnoe (în rusă Красное) este un lac natural din lunca Nistrului, în sud-estul Republicii Moldova (raionul Slobozia).